# Bianca Schmidt
Pour les articles homonymes, voir Schmidt.
Bianca Schmidt, née le 23 janvier 1990 à Gera, est une footballeuse allemande évoluant au poste de défenseur. Internationale allemande (33 sélections depuis 2009), elle évolue en Suède au FC Rosengård.

## Palmarès

### Équipe nationale
- Championne d'Europe : 2009 et 2013.

### Club
- Ligue des champions féminine de l'UEFA en 2010 avec Potsdam.
- Championne d'Allemagne en 2009, 2010, 2011 et 2012 avec Potsdam.